# Поляков, Александр Александрович
Алекса́ндр Алекса́ндрович Поляко́в (12 августа 1902, Пенза, Пензенская губерния, Российская империя — 2 мая 1938, Саранск, Мордовская АССР, РСФСР, СССР) — советский государственный и партийный деятель. Входил в состав особой тройки НКВД СССР.

## Биография
Александр Александрович Поляков родился 12 августа 1902 года в Пензе. В ВКП(б) вступил в декабре 1918 года, находясь на службе в РККА. По её завершении в 1921 году, вся дальнейшая деятельность была связана с работой в партийных структурах.
- 1921—1923 — на комсомольской работе (Москва, Пенза, Украина)
- 1923—1925 — ответственный секретарь Рузаевского уездного комитета РКСМ
- 1925—1928 — ответственный секретарь окружного комитета ЛКСМ Украины
- 1928—1929 — слушатель Курсов марксизма-ленинизма при ЦК ВКП(б)
- 1929—1932 — заведующий Организационным отделом, заместитель председателя ЦК Союза железнодорожников
- 1932—1933 — учёба в Промакадемии
- 1933—1935 — начальник Политического отдела Безенчукской машинно-тракторной станции
- 1935 — 8.1936 — 1-й секретарь Безенчукского районного комитета ВКП(б)
- С 8.1936 по 7.1937 — заведующий Куйбышевским краевым—областным сельскохозяйственным отделом комитета ВКП(б). С 19.7 по 9.9.1937 — и. о. 1-го секретаря Мордовского областного комитета ВКП(б). Эти периоды отмечены вхождением в составы особых троек, созданных по приказу НКВД СССР от 30.07.1937 № 00447[1] и участием в сталинских репрессиях[2].

## Завершающий этап
Арестован в сентябре 1937 года. Приговорён к ВМН по Сталинским расстрельным спискам 3 февраля 1938 года. Расстрелян в Саранске 2 мая 1938 года.

## Награды
- 7 мая 1934 года, Орден Ленина — за боевое самоотверженное выполнение директив партии и правительства о социалистическом переустройстве деревни, за выдающуюся массово-политическую и организаторскую работ по мобилизации масс колхозного крестьянства, обеспечившую успешное завершение государственных заданий колхозами и МТС в 1933 г., подъём материального и культурного уровня колхозников и колхозниц и укрепление колхозов.